# Староселье (Тосненский район)
Старосе́лье — деревня в Шапкинском сельском поселении Тосненского района Ленинградской области.

## История
На карте Санкт-Петербургской губернии Ф. Ф. Шуберта 1834 года упоминается деревня Староселье.

СТАРОСЕЛЬЕ — деревня принадлежит полковнику Александру Дубянскому, число жителей по ревизии: 51 м. п., 65 ж. п. (1838 год)

Деревня Староселье отмечена на карте профессора С. С. Куторги 1852 года.

СТАРОСЕЛЬЕ — деревня госпожи Марковой, по почтовому тракту и просёлочной дороге, число дворов — 16, число душ — 68 м. п. (1856 год)

Число жителей деревни по X-ой ревизии 1857 года: 65 м. п., 58 ж. п..

СТАРОСЕЛЬЕ — деревня владельческая при озере Старосельском, число дворов — 16, число жителей: 63 м. п., 58 ж. п. (1862 год)

Согласно подворной переписи 1882 года в деревне проживали 44 семьи, число жителей: 129 м. п., 120 ж. п.; разряд крестьян — собственники земли.
В конце XIX — начале XX века деревня административно относилась к Шапкинской волости 1-го стана Шлиссельбургского уезда Санкт-Петербургской губернии.
Согласно военно-топографической карте Петроградской и Новгородской губерний издания 1917 года деревня называлась Стяроселье.
С 1917 по 1923 год деревня Староселье входила в состав Старосельского сельсовета Шапкинской волости Шлиссельбургского уезда.
С 1923 года в составе Лезьенской волости Ленинградского уезда.
С 1924 года в составе Шапкинского сельсовета.
Согласно данным переписи населения СССР 1926 года в деревне Староселье проживали 335 человек — большинство русские, а также финны.
С февраля 1927 года в составе Ульяновской волости. С августа 1927 года в составе Колпинского района.
С 1930 года в составе Тосненского района.

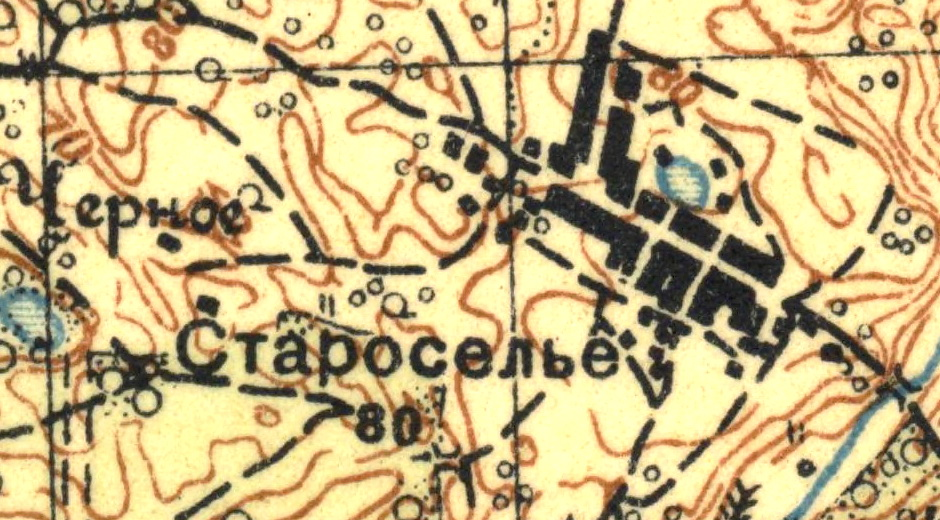
План деревни Староселье. 1931 год

Согласно топографической карте 1931 года деревня насчитывала 80 крестьянских дворов.
По данным 1933 года деревня Староселье входила в состав Шапкинского сельсовета Тосненского района.
С 1 сентября 1941 года по 31 декабря 1943 года деревня находилась в оккупации. Во время оккупации в деревне находился немецкий концентрационный лагерь, рассчитанный на 300 человек. В апреле 2019 года на месте его расположения были обнаружены останки 35 военнопленных.
В 1965 году население деревни Староселье составляло 195 человек.
По данным 1966, 1973 и 1990 годов деревня Староселье также находилась в составе Шапкинского сельсовета.
В 1997 году в деревне Староселье Шапкинской волости проживали 47 человек, в 2002 году — 51 человек (русские — 92 %).
В 2007 году в деревне Староселье Шапкинского СП — 43 человека.

## География
Деревня расположена в северо-восточной части района на автодороге 41К-872 (подъезд к дер. Староселье), к северу от центра поселения посёлка Шапки и к западу от автодороги 41А-004 (Павлово — Мга — Луга).
Расстояние до административного центра поселения — 2,3 км.
Расстояние до ближайшей железнодорожной станции Шапки — 1,5 км.

## Демография
| 1862 | 2007 | 2010 | 2017 |
| ---- | ---- | ---- | ---- |
| 121  | ↘43  | ↗61  | ↘37  |

## Улицы
Восточная, Зимняя, Конная, Лазурная, Мирный переулок, Сиголовская, Сиреневая, Фермерская, Центральная, Шапкинская.